# Cyphon keilbachi
Cyphon keilbachi is een keversoort uit de familie moerasweekschilden (Scirtidae). De wetenschappelijke naam van de soort werd in 2004 gepubliceerd door Bernard Klausnitzer.